# Liste der Monuments historiques in Bois-lès-Pargny
Die Liste der Monuments historiques in Bois-lès-Pargny führt die Monuments historiques in der französischen Gemeinde Bois-lès-Pargny auf.

## Liste der Bauwerke
| Bezeichnung                  | Beschreibung              | Standort | Kennzeichnung | Schutzstatus | Datum | Bild           |
| ---------------------------- | ------------------------- | -------- | ------------- | ------------ | ----- | -------------- |
| Menhir Verziau von Gargantua | Neolithikum               | (Lage)   | PA00115541    | Classé       | 1889  | weitere Bilder |
| Schloss                      | Erbaut im 17. Jahrhundert | (Lage)   | PA00115540    | Classé       | 1927  | weitere Bilder |

## Liste der Objekte
- Monuments historiques (Objekte) in Bois-lès-Pargny in der Base Palissy des französischen Kultusministeriums